# Peperomia rhexiifolia
Peperomia rhexiifolia är en pepparväxtart som beskrevs av Mor. och C. Dc.. Peperomia rhexiifolia ingår i släktet peperomior, och familjen pepparväxter. Inga underarter finns listade i Catalogue of Life.